# 1924年パリオリンピックのニュージーランド選手団
1924年パリオリンピックのニュージーランド選手団（1924ねんパリオリンピックのニュージーランドせんしゅだん）は、1924年5月4日から7月27日にかけてフランスの首都パリで開催された1924年パリオリンピックのニュージーランド選手団、およびその競技結果。

## 概要
今大会は銅メダル1個、合計1個のメダルを獲得した。

## メダル
| メダル | 選手名             | 競技 | 種目     |
| ------ | ------------------ | ---- | -------- |
| 銅     | アーサー・ポリット | 陸上 | 男子100m |